# Wacław Kluczyński

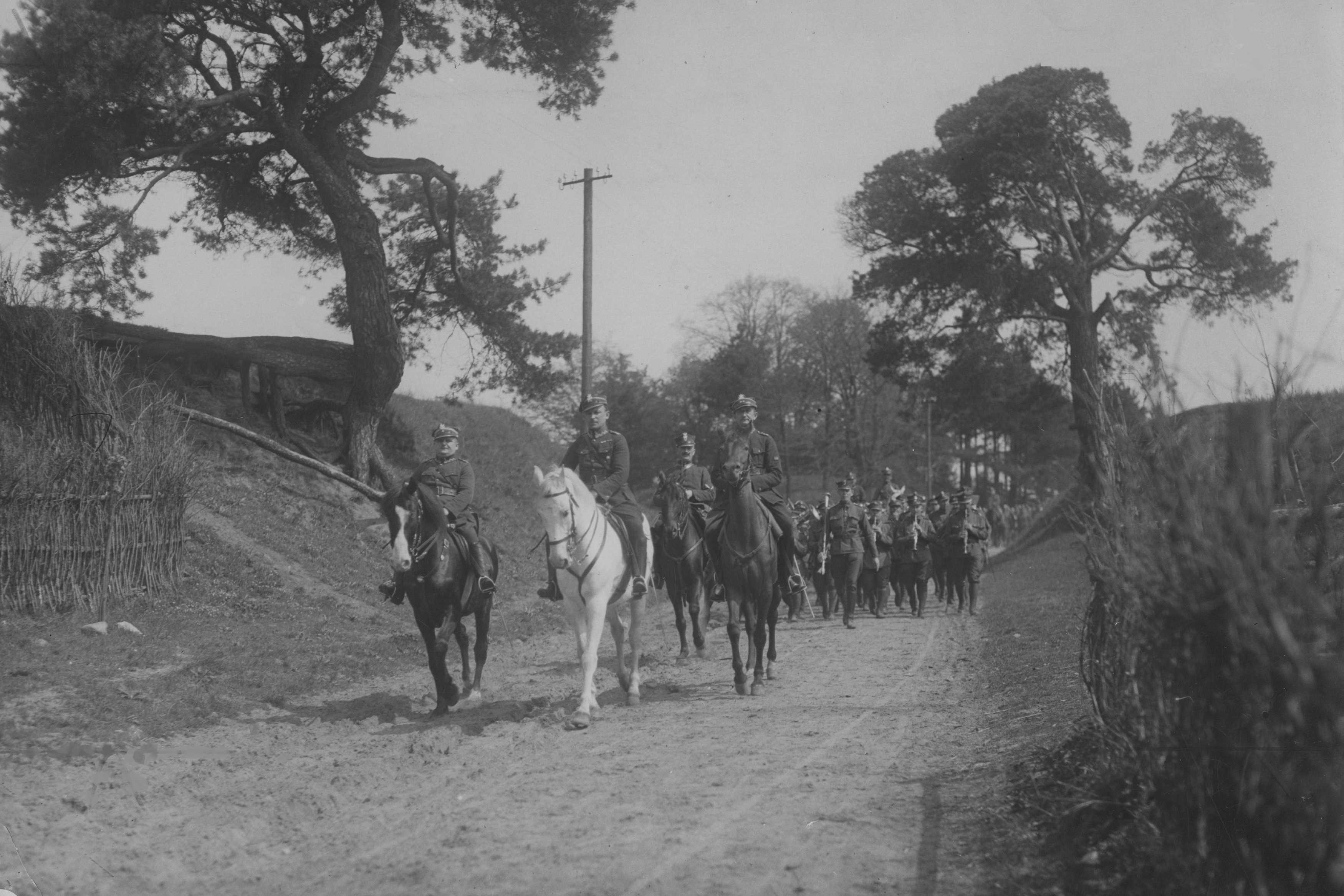
Powrót 69 pp z ćwiczeń w Biedrusku do Gniezna. Na czele kolumny na siwym koniu ppłk Wacław Kluczyński; 1926 r.

Wacław Kluczyński (ur. 13 września 1890 w Czeczersku, zm. 12 grudnia 1951 w Gnieźnie) – pułkownik piechoty Wojska Polskiego, działacz niepodległościowy.

## Życiorys
Urodził się 13 września 1890 w Czeczersku, w ówczesnym powiecie rohaczewskim guberni mohylewskiej. 30 grudnia 1917 został przyjęty do polskich formacji wojskowych w Rosji.
Do Wojska Polskiego został przyjęty z byłych Korpusów Wschodnich i byłej armii rosyjskiej. Od 5 marca do 24 września 1919 był dowódcą baonu zapasowego 24 pułku piechoty. 30 października 1919 został wyznaczony na stanowisko sztabowego oficera inspekcyjnego piechoty (od 1 czerwca 1920 – Okręgowy Inspektor Piechoty) Dowództwa Okręgu Generalnego „Kielce”. 30 lipca 1920 zarządzono jego przeniesienie do 52 pułku piechoty Strzelców Kresowych, a później przeniesienie do dyspozycji Dowództwa Frontu Północno-Wschodniego.
Faktycznie 1 września 1920 objął dowództwo 69 pułku piechoty  i sprawował je przez ponad czternaście lat. 3 maja 1922 został zweryfikowany w stopniu podpułkownika ze starszeństwem z dniem 1 czerwca 1919 i 234. lokatą w korpusie oficerów piechoty, a 16 marca 1927 mianowany pułkownikiem ze starszeństwem z dniem 1 stycznia 1927 i 21. lokatą w korpusie oficerów piechoty. W czerwcu 1935 został zwolniony z zajmowanego stanowiska z zachowaniem dotychczasowego dodatku służbowego, a następnie przeniesiony w stan spoczynku.
W sierpniu 1939 został zmobilizowany i przydzielony do Kwatery Głównej Armii „Poznań” na stanowisko dowódcy Obrony Przeciwlotniczej. Po kapitulacji załogi stolicy dostał się do niemieckiej niewoli. Początkowo przebywał w Oflagu X B. 8 kwietnia 1940 został przeniesiony do Oflagu X A Sandbostel, a 20 kwietnia 1942 do Oflagu II C Woldenberg.
Zmarł 12 grudnia 1951.

## Ordery i odznaczenia
- Krzyż Niepodległości – 16 marca 1933 „za pracę w dziele odzyskania niepodległości”[24][3]
- Krzyż Walecznych[25][26]
- Złoty Krzyż Zasługi[25][2]
- Medal Zwycięstwa[27]